# Pitcairnia armata
Pitcairnia armata är en gräsväxtart som beskrevs av Paul Jean Baptiste Maury. Pitcairnia armata ingår i släktet Pitcairnia och familjen Bromeliaceae.
Artens utbredningsområde är Venezuela. Inga underarter finns listade i Catalogue of Life.